# Institut géographique national (Bénin)
 (juillet 2023).
Pour les articles homonymes, voir Institut géographique national.
L'Institut géographique national, en abrégé IGN, est un établissement public béninois à caractères social, culturel et scientifique dont la tâche assignée consiste à garantir la création, la maintenance et la diffusion de l'information géographique fondamentale dans le pays . Il est rattaché au ministère du cadre de vie et du développement durable. L'Institut est dirigé par Alain Sourou Kiki qui en est le directeur général depuis sa nomination en conseil des ministres du mercredi 11 mai 2022,.

## Histoire
L’institut géographique national du Bénin a connu maintes dénominations depuis sa création initiale en 1958. C'est grâce à la loi N° 94-009 du 28 juillet 1994  portant création, organisation ou fonctionnement des offices à caractères social, culturel et scientifique qu'il voit le jour en son état actuel, mais c'est le décret N° 1998-477 du 15 octobre 1998  portant approbation des statuts de l'Institut géographique national qui entérine son existence,,.

## Mission et attributions
La principale mission de l'IGN est de procéder à la création, la préservation et la diffusion des données géographiques essentielles du pays. Pour ce faire, il dispose de moyens importants, notamment un drone.